# Beattyville
Beattyville és una població dels Estats Units a l'estat de Kentucky. Segons el cens del 2000 tenia 1.193 habitants.

## Demografia
Segons el cens del 2000, Beattyville tenia 1.193 habitants, 509 habitatges, i 294 famílies. La densitat de població era de 231,5 habitants/km².
Dels 509 habitatges en un 30,1% hi vivien nens de menys de 18 anys, en un 31,8% hi vivien parelles casades, en un 23% dones solteres, i en un 42,2% no eren unitats familiars. En el 39,7% dels habitatges hi vivien persones soles el 18,7% de les quals corresponia a persones de 65 anys o més que vivien soles. El nombre mitjà de persones vivint en cada habitatge era de 2,11 i el nombre mitjà de persones que vivien en cada família era de 2,82.
Per edats la població es repartia de la següent manera: un 23,6% tenia menys de 18 anys, un 9,3% entre 18 i 24, un 22,3% entre 25 i 44, un 20,1% de 45 a 60 i un 24,6% 65 anys o més.
L'edat mediana era de 40 anys. Per cada 100 dones de 18 o més anys hi havia 63,3 homes.
La renda mediana per habitatge era de 12.336 $ i la renda mediana per família de 21.181 $. Els homes tenien una renda mediana de 28.125 $ mentre que les dones 16.250 $. La renda per capita de la població era de 13.850 $. Entorn del 39,1% de les famílies i el 41,2% de la població estaven per davall del llindar de pobresa.

## Poblacions més properes
El següent diagrama mostra les poblacions més properes.